# Kristof Jacobs
Kristof Tom Erik Jacobs (Mortsel, 10 mei 1980) is een Belgisch politicoloog en universitair hoofddocent politicologie aan de Radboud Universiteit. Zijn onderzoek richt zich voornamelijk op uitdagingen voor de democratie en het gebruik en effect van sociale media tijdens verkiezingscampagnes.

## Levensloop
Jacobs studeerde communicatiewetenschappen - meer bepaald politieke communicatie - aan de Universiteit Antwerpen van 1998 tot 2002. Hierna werkte hij twee jaar aan de universiteit van Antwerpen aan onderzoek naar de relatie tussen sociaal kapitaal en steun voor extremistische partijen. Ook werkte hij als communicatieadviseur en onderzoeker bij consultancybureau Groep C & Slangen.
Hij promoveerde in 2011 aan de Radboud Universiteit met het doctoraal proefschrift The Power or the People? Direct democratic and electoral reform in Austria, Belgium and the Netherlands, over het succes dan wel falen van democratische hervormingen. Vanaf 2011 is Jacobs universitair docent.
Kristof Jacobs is coördinator en medeoprichter van het VIRAL-project, dat onderzoekt welke invloed internet en nieuwe sociale media hebben in de democratie.
In september 2013 werd hij verkozen tot beste jonge docent van de Radboud Universiteit. Hij kreeg ook de Universitaire Onderwijsprijs voor de beste junior docent.
Hij publiceerde opiniestukken, onder meer op de politicologenblog 'Stuk rood vlees'. Hij organiseert ook seminars en geeft lezingen over zijn studieonderwerpen.
In de top 100 van twitterende wetenschappers van de Radboud Universiteit Nijmegen met de hoogste online sociale invloed volgens de zogeheten Klout-score stond hij in 2014 op de veertiende plaats.

## Onderzoek
Jacobs doet onderzoek naar onder andere democratie, directe democratie, veto player theory, politieke participatie, partijpolitiek, sociale media en methodologie (zowel kwalitatief als kwantitatief). Zijn publicaties worden regelmatig geciteerd door anderen.
Ook rond populisme is hij actief. In 2014 werd hij hierover onder meer door het European Consortium for Political Research gevraagd als spreker op een congres in Glasgow.

## Publicaties
- (samen met Thijssen, P., Mudde, C.) Electorale Participatie van Belgen van Marokkaanse of Turkse Afkomst in Vlaanderen. In: C. Timmerman, I. Lodewyckx, D. Vanheule & J. Wets (eds.) Wanneer wordt Vreemd, Vreemd? De Vreemde in Beeldvorming, Registratie en Beleid. Leuven, Acco, 2004, 223-240.
- (samen met Thijssen, P.) Determinanten van Voorkeurstemproporties bij (Sub-)Lokale Verkiezingen. De Antwerpse Districtsraadsverkiezingen van 8 Oktober 2000, in: Res Publica, 2004, 460-485.
- (samen met Thijssen, P.) Een Genderbewuste Samenstelling van Kieslijsten? Verschillen tussen Partijretoriek en Lokale Praktijk, in: Tijdschrift voor Sociologie, 2005, 353-382.
- (samen met Spierings, N.) District Magnitude and Voter Turnout. A Multilevel Analysis of Self-reported Voting in the 32 Dominican Republic Districts, in: Electoral Studies, 2010, 704-718.
- (samen met Leyenaar, M.) Burgerparticipatie: Last of Lust?, in: Andeweg, Rudy & Jacques Thomassen (eds.). Democratie Doorgelicht. Het Functioneren van de Nederlandse Democratie, Leiden, Leiden University Press, 2011, 83-102.
- (samen met Leyenaar, M.) A Conceptual Framework for Major, Minor and Technical Electoral Reform, in: West European Politics, 2012, 495-513.[8]
- It Doesn't always Go According to Plan. Een Reactie op het ROB-Rapport ‘In Gesprek of Verkeerd Verbonden?', in: Beleid en Maatschappij, 2012, 328-333.
- Deliberatieve Democratie: Geen Panacee, in Res Publica, 2012, 379-382.
- The more vetoes the better? The ambiguous relationship between veto players and democratic reform in consensus democracies, in: Working group on democracy. Innovative democracy working paper series Vol. 1, issue 5, 2012.
- (samen met Leyenaar, M.) A Conceptual Framework for Major, Minor and Technical Electoral Reform, in: Hazan, R. & Leyenaar, M. (eds.) Understanding Electoral Reform. London, Routledge, 2012.
- The impact of the economic crisis on democracy. Outlining the research agenda and first findings, IMR Working Paper POL13-02, 2013.
- (samen met Niels Spierings) Loved by Politicians but Irrelevant at the Ballot Box? The Diffusion of Twitter and its Impact on Preference Voting in the Dutch General Elections of 2010 and 2012[9]
- (samen met Niels Spierings) Getting Personal? The Impact of Social Media on Preferential Voting, 2013[10]
- Forget About the People? The Impact of Populist Parties on Democratic Reform, Glasgow, 2014.
- (samen met S. Otjes) Explaining the size of assemblies. A longitudinal analysis of the design and reform of assembly sizes in democracies around the world, in: Electoral Studies, 40: 280-292, 2015.
- (samen met L. Nunez) Catalysts and barriers: Explaining electoral reform in Western Europe, in: European Journal of Political Research. 55: 454–473, 2016.
- (samen met N. Spierings) Social media, parties and inequalities, New York, Palgrave MacMillan, 2016.
- (samen met Geurkink, B., Zaslove, A., Sluiter, R.) Populist Attitudes, Political Trust, and External Political Efficacy: Old Wine in New Bottles? in: Political Studies